# Sisyrinchium rambonis
Sisyrinchium rambonis är en irisväxtart som beskrevs av Robert Crichton Foster. Sisyrinchium rambonis ingår i släktet gräsliljor, och familjen irisväxter. Inga underarter finns listade i Catalogue of Life.